# Georges Speicher
Georges Speicher, né le 8 juin 1907 dans le 20e arrondissement de Paris et mort le 24 janvier 1978 à Maisons-Laffitte, est un coureur cycliste français. Il a notamment remporté le Tour de France 1933, et le championnat du monde sur route la même année. Il est vainqueur du Paris-Roubaix 1936, bien qu'ayant été devancé au sprint par Romain Maes. Il a également été trois fois champion de France sur route.

## Biographie
Georges Speicher commence à pratiquer la bicyclette en devenant coursier à l'âge de 17 ans. George Speicher est en 1926 membre du CS Pantin, il a ensuite couru en 1927 au Club athlétique des Sports généraux de Paris (« La générale »). Ensuite, il fait son service militaire mais on le voit terminer 10e de Paris-Cambrai en août 1929. En 1930, il est membre du Clignancourt Sportif et en 1931 et 1932 au Vélo-Club Levallois. Il devient « aspirant pro » seulement en 1932.
Georges Speicher commence sa carrière de cycliste professionnel en 1932. En 1931, il a été le premier coureur à utiliser le changement de vitesse en compétition, au Circuit de l'Ouest.
En 1932, il participe à son premier Tour de France, avec l'équipe de France. Il y est sélectionné par Henri Desgrange, qui fait appel à lui et deux autres jeunes coureurs, Roger Lapébie et Maurice Archambaud, pour pallier les absences de Charles Pélissier et Antonin Magne. Le leader de l'équipe de France André Leducq domine ce Tour, tandis que Georges Speicher termine dixième.
En 1933, Georges Speicher est à nouveau membre de l'équipe de France de la Grande Boucle. Maurice Archambaud, vainqueur de la première étape à Lille, porte le maillot jaune pendant la première moitié du Tour. Affaibli à l'arrivée dans les Alpes, il voit Learco Guerra, vainqueur de deux étapes à Aix-les-Bains et Grenoble, s'approcher au classement général. Georges Speicher est en forme croissante et se distingue notamment dans les descentes. Il gagne une première étape à Gap, puis s'impose le lendemain à Digne-les-Bains. Ce jour-là, Archambaud est défaillant et perd 15 minutes. Le Belge Georges Lemaire est maillot jaune, devant Guerra et Speicher. Deux jours plus tard, Archambaud gagne à Cannes et reprend pour une journée la première place du classement général. Georges Speicher s'impose le lendemain à Marseille et prend le maillot jaune, qu'il conserve jusqu'à l'arrivée du Tour à Paris. Délaissé par son équipe, son principal adversaire Georges Lemaire est distancé dans les Pyrénées. Speicher remporte ce Tour devant les Italiens Learco Guerra et Giuseppe Martano. Il signe la quatrième victoire consécutive de l'équipe de France, invaincue depuis que le Tour est disputé par équipes nationales. L'adhésion à cette formule est générale. Elle suscite un regain d'intérêt du public, enthousiasmé par les victoires de l'équipe de France, qui projette l'image d'une France unie. C'est lors de cette édition 1933 que sa « cohésion […] est la plus forte ». Cette « équipe de copains offrait un potentiel assez exceptionnel », qui fait dire à Speicher après sa victoire : « Non, vraiment, nous n'avions aucune idée sur celui d'entre nous qui gagnerait ».
Deux mois après ce succès, il dispute le championnat du monde sur route à l'autodrome de Linas-Montlhéry. Initialement non-sélectionné, il est appelé en remplacement de Paul Chocque, malade. Il attaque seul à 125 km de l'arrivée et remporte ce championnat devant Antonin Magne, arrivé cinq minutes plus tard. Il doit à ces succès le surnom de « roi de Montlhéry »,. Il devient le premier Français champion du monde sur route professionnel et le premier coureur à réaliser la même année le doublé Tour de France et championnat du monde.
Lors du Tour de France 1934, Georges Speicher gagne la première étape à Lille. Il perd plus de 15 minutes le lendemain et laisse le maillot jaune à son coéquipier Antonin Magne. Celui-ci le conserve jusqu'à la fin du Tour, qu'il remporte pour la deuxième fois. L'équipe de France écrase la course : elle gagne 20 étapes et porte le maillot jaune de bout en bout. Speicher gagne six étapes, dont une ex æquo avec René Le Grevès à Évian et termine à la onzième place du classement général.

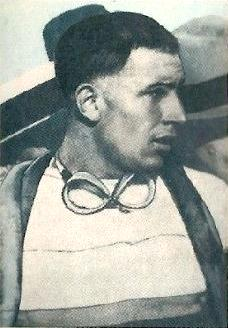
Speicher en 1935.

En juin 1935, Georges Speicher obtient le premier de ses trois titres de champion de France sur route au circuit de Montlhéry. Au Tour de France, Romain Maes gagne la première étape et remporte le Tour en conservant le maillot jaune durant toute la course. Victime d'une chute et blessé, Antonin Magne, favori du Tour et capitaine de l'équipe de France, abandonne lors de la septième étape. Les coureurs de l'équipe de France se concentrent dès lors davantage sur les victoires d'étape que sur le classement général, à l'exception de Speicher qui perd toutefois 14 minutes ce jour-là. Dans les Alpes, il termine les étapes bien placé, tandis que Romain Maes est en difficulté : à Nice, après la dixième étape, Speicher est troisième au classement général, avec cinq minutes de retard. Le lendemain, Maes s'impose à Cannes et accroît son avance sur Speicher de quatre minutes. Malgré une victoire à Montpellier, lors d'une étape disputée par équipes, Speicher ne parvient pas à rattraper Maes, qui prend la deuxième place d'un contre-la-montre individuel à Perpignan. Lorsque le Tour arrive dans les Pyrénées, l'équipe de France souhaite « un début de course tranquille » afin d'épargner Speicher, affaibli. Son coéquipier René Vietto attaque cependant dès le début de l'étape Perpignan-Luchon. Il est rattrapé et distancé par les Belges Félicien Vervaecke et Sylvère Maes qui arrivent à Luchon avec une avance telle qu'ils occupent les deuxième et troisième place au classement général. Speicher, quinzième de l'étape, perd 25 minutes et toutes ses chances de remporter ce Tour, et accuse Vietto de trahison. Il termine sixième, et premier Français, à plus de 54 minutes de Romain Maes. C'est la première fois que l'équipe de France s'incline depuis l'inauguration des équipes nationales en 1930. Dans les discussions suivant cette défaite, Antonin Magne met en cause la mésentente de l'équipe après son abandon et l'attitude des coureurs, notamment Archambaud et Vietto, qui n'ont selon lui pas suffisamment soutenu Speicher.
Lors du Paris-Roubaix 1936, Georges Speicher, Romain Maes et Gaston Rebry arrivent ensemble à l'hippodrome des Flandres et s'y disputent la victoire au sprint. Maes devance de peu Speicher mais les juges de course désignent ce dernier vainqueur. Maes est classé deuxième,. En juillet, il participe à son cinquième Tour de France, qu'il quitte lors de la septième étape.
En 1937, Georges Speicher est champion de France pour la deuxième fois. Il se classe troisième du Grand Prix des Nations, dixième de Paris-Roubaix. Il quitte à nouveau le Tour de France dès la septième étape. Il se marie le 28 octobre 1937 à Bois-l'Évêque. En 1938, il participe une dernière fois au Tour de France. Il en est exclu au soir de la huitième étape pour s'être accroché à une voiture dans la montée du col d'Aspin. Il obtient un troisième titre de champion de France en 1939. Il poursuit sa carrière jusqu'en 1943. Il avait épousé Rosa Crépin (1909-2000). 

## Palmarès

### Palmarès année par année
- 1930
  - 2e de Paris-Auxerre
  - 2e de Paris-Cayeux
  - 2e du Critérium des Comingmen
- 1931
  - Critérium des Aiglons : 
    - Classement général
    - 1re étape

  - Paris-Arras
  - 1re, 2e, 5e et 7e étape du Circuit de l'Ouest
  - 2e du Circuit de l'Ouest
- 1932
  - 6e et 7e étapes du Circuit de l'Ouest
  - 3e étape du GP Wolber indépendants
  - 2e du GP Wolber indépendants
  - 3e du Tour du Vaucluse
  - 3e de Paris-Rennes
  - 10e du Tour de France
- 1933
  -  Champion du monde sur route
  - Tour de France :
    -  Classement général
    - 8e, 9e et 12e étapes

  - Tour du Vaucluse
  - 4e étape de Paris-Nice
  - 2e étape du Circuit du Morbihan
  - 2e du Critérium national
  - 3e du championnat de France sur route
  - 3e du Circuit du Morbihan
  - 5e de Paris-Nice

- 1934
  - 1re, 5e, 6e, 13e et 20e étapes du Tour de France
  - 3e de Paris-Vichy
  - 8e de Paris-Nice

- 1935

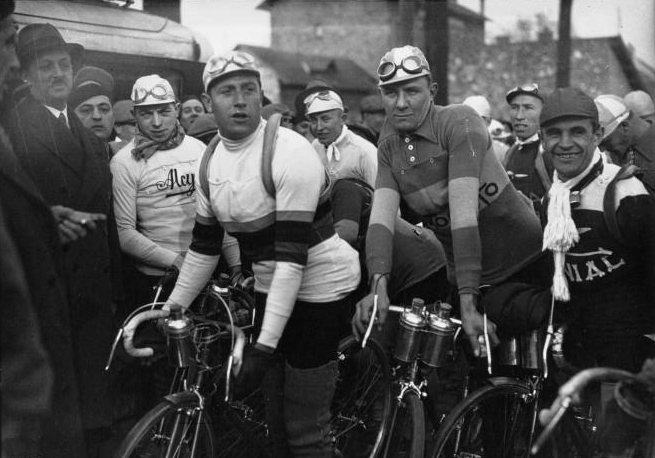
Georges Speicher (deuxième coureur en partant de la gauche), vêtu du maillot arc-en-ciel de champion du monde, au départ du Paris-Nice 1934

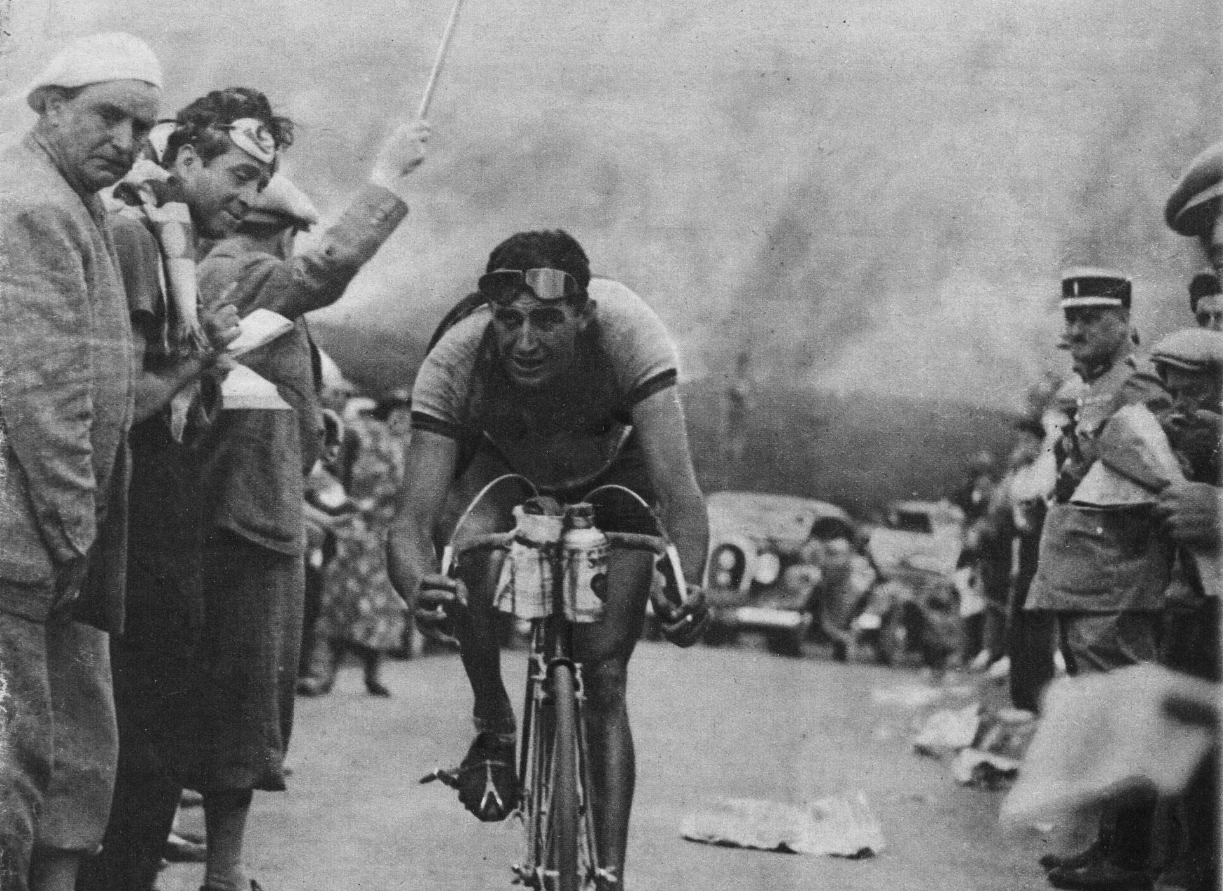
Georges Speicher au col d'Allos dans la 9e étape du Tour de France 1935.

- -  Champion de France sur route
  - 13eb (contre-la-montre) étape du Tour de France
  - Paris-Rennes
  - Paris-Angers
  - 6e étape de Paris-Nice
  - 5e de Paris-Tours
  - 6e du Tour de France
  - 7e de Paris-Nice
- 1936
  - Paris-Roubaix
  - Grand Prix de l'Écho d'Alger
  - 6e de Paris-Tours
- 1937
  - Challenge Sedis
  -  Champion de France sur route
  - 2e de Marseille-Lyon
  - 3e du Grand Prix des Nations
  - 5e du championnat du monde sur route
  - 10e de Paris-Roubaix
- 1938
  - Paris-Alençon
- 1939
  -  Champion de France sur route
  - 6e étape du Tour du Sud-Ouest
  - 3e étape du Circuit de l'Ouest

### Résultats sur les grands tours

#### Tour de France
7 participations
- 1932 : 10e

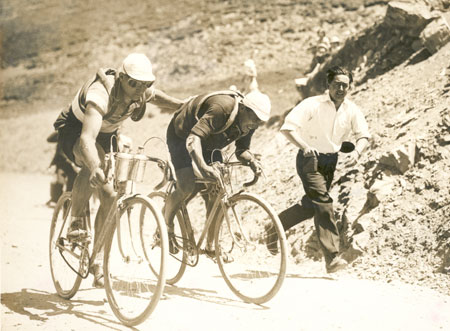
Georges Speicher et André Leducq lors du Tour de France 1933

- 1933 :  Vainqueur de classement général, vainqueur des 8e, 9e et 12e étapes,  maillot jaune pendant 12 jours
- 1934 : 11e, vainqueur des 1re, 5e, 6e, 13e et 20e étapes,  maillot jaune pendant 1 jour
- 1935 : 6e, vainqueur de la 13eb étape (contre-la-montre)
- 1936 : abandon (7e étape)
- 1937 : abandon (7e étape)
- 1938 : éliminé (8e étape)

## Distinction
En 2002, Georges Speicher fait partie des coureurs retenus dans le Hall of Fame de l'Union cycliste internationale.